# 国鉄チ1形貨車 (初代)
国鉄チ1形貨車（こくてつチ1がたかしゃ）は、かつて日本国有鉄道（国鉄）およびその前身である鉄道省等に在籍した10 t 積みの長物車である。

## 概要
1928年（昭和3年）5月の車両称号規程改正によりチ520形、チ540形、チ542形、チ546形、チ550形、チ554形、チ556形、チ601形、チ621形、チ631形、チ680形、チ687形、チ724形、チ824形、チ880形、の15形式合計442両がチ1形（チ1 - チ9、チ11 - チ433、チ435 - チ444）1形式にまとめられた上で形式名変更された。種車はチ724形を除いていずれも少車両数形式であり形式数の整理統合が図られた。
1937年（昭和12年）10月1日に北九州鉄道が国有化され、北九州鉄道に在籍していたチ214形2両が本形式（チ214,チ215→チ445,チ446）に編入された。
1943年（昭和18年）6月1日に播丹鉄道が、1944年（昭和19年）4月1日に青梅電気鉄道が、それぞれ国有化され両社に在籍していた7両が本形式（チ447 - チ453）に編入された。
以上合計451両（チ1 - チ9、チ11 - チ433、チ435 - チ453）の車両が運用された。
車体塗色は黒一色であり、寸法関係は一例として、全長は6,020 mm、全幅は2,311 mm、自重は4.4 t - 5.0 t である。
1952年（昭和27年）に「老朽貨車の形式廃車」の対象形式に指定され、同年6月26日通達「車管第1232号」により告示された。（当時の在籍車数は116両であった） 戦後未捕捉車が数両存在したため昭和34年度に調査が行われ在籍車なしが確認され形式消滅した。